# Бабійчук Любов Олександрівна
Любо́в Олекса́ндрівна Бабійчу́к — український кріобіолог. Доктор біологічних наук (2002), професор.

## Біографічні відомості
Закінчила Харківський університет. 2002 року захистила докторську дисертацію «Механізми температурно-осмотичної стабілізації еритроцитів при охолодженні й заморожуванні у присутності непроникаючого кріопротектора». Роботу виконано в Інституті проблем кріобіології і кріомедицини Національної академії наук України.
Сьогодні — завідувач відділу кріоцитології Інституту проблем кріобіології і кріомедицини (Харків).